# Glaciar Hooker
El glaciar Hooker (del inglés: Hooker Glacier) es uno de los glaciares que se encuentran en las laderas del monte Cook en los Alpes Neozelandeses.
Aunque no es tan grande como su vecino, el glaciar Tasman, tiene once kilómetros de longitud. Se encuentra localizado en la cara suroeste del monte Cook y es la fuente del río homónimo (se forma un lago al extremo del glaciar, el cual alimenta al río Hooker), tributario del río Tasman, el cual fluye hasta el lago Pukaki.